# Romeo Panciroli

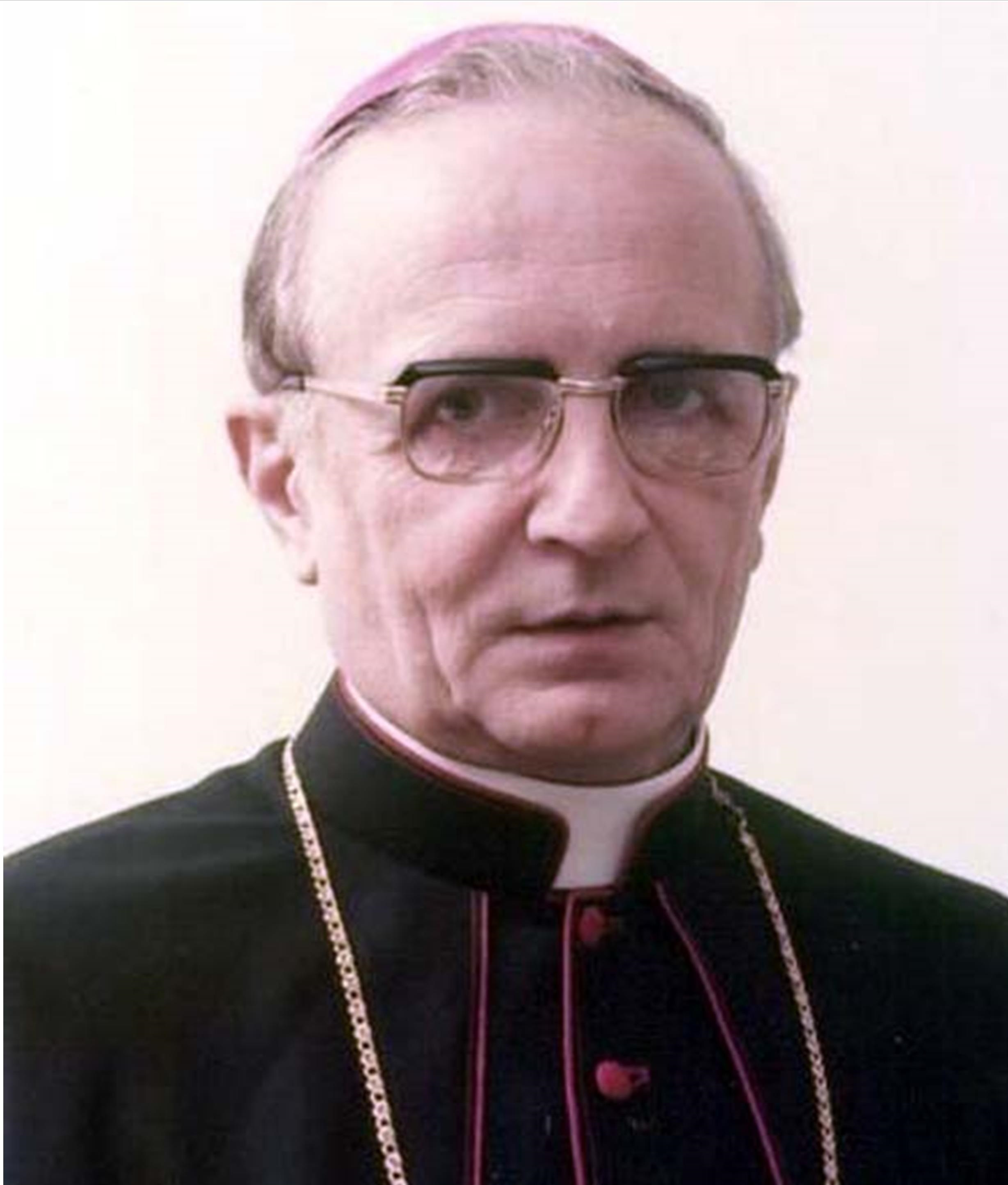
Romeo Panciroli

Romeo Panciroli MCCI (* 21. November 1923 in Reggio nell’Emilia, Italien; † 17. März 2006 in Rom) war ein Diplomat des Heiligen Stuhls.

## Leben
Nach dem Eintritt in den Orden der Comboni-Missionare, dem Noviziat in Florenz und dem Studium der Katholischen Theologie und Philosophie in Verona empfing er am 1. Juni 1949 in Mailand das Sakrament der Priesterweihe. 1973 berief ihn Papst Paul VI. zum Sekretär der Päpstlichen Kommission für die sozialen Kommunikationsmittel an die Römische Kurie. Von 1976 bis 1984 war er Direktor des Presseamtes des Heiligen Stuhls.
Papst Johannes Paul II. ernannte ihn am 6. November 1984 zum Titularerzbischof von Noba und zum Apostolischen Pro-Nuntius in Gambia und Liberia sowie zum Apostolischen Delegaten in Sierra Leone und Guinea. Die Bischofsweihe spendete ihm Bernardin Kardinal Gantin am 16. Dezember desselben Jahres. Nach der Aufnahme diplomatischer Beziehungen zwischen dem Heiligen Stuhl und Guinea und der Errichtung der Apostolische Nuntiatur für Guinea wurde er dort am 1. August 1987 unter Beibehaltung seiner weiteren Ämter Apostolischer Pro-Nuntius.
Am 18. März 1992 berief ihn Johannes Paul II. zunächst zum Apostolischen Pro-Nuntius im Iran und am 1. Februar 1994 dort zum Apostolischen Nuntius.
Mit dem Erreichen der im Codex Iuris Canonici festgelegten Altersgrenze von 75 Jahren bot er dem Papst seinen Rücktritt an, den Johannes Paul II. im April 1999 annahm.